# Hegyi menyét
A hegyi menyét (Mustela altaica) vagy altaji menyét az emlősök (Mammalia) osztályába, a ragadozók (Carnivora) rendjébe, a kutyaalkatúak (Caniformia) alrendjébe és a menyétfélék (Mustelidae) családjába tartozó Mustela nem egyik faja.

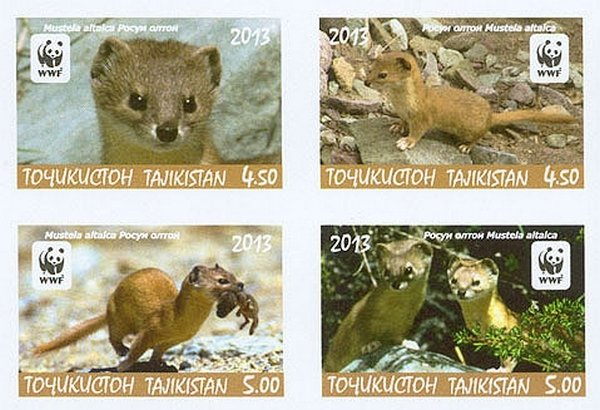
Tádzsikisztáni bélyegek a hegyi menyét képeivel

A hegyi menyét rendszertani helyzete a Mustela nemen belül régóta vita tárgyát képezi. A legújabb eredmények azt mutatják, hogy filogenetikailag közeli rokonságban áll az eurázsiai menyéttel (M. nivalis). Az intraspecifikus taxonómiáját még nem vizsgálták kellőképpen. A kelet-szibériai alfaj (Transzbajkália, orosz Távol-Kelet), az M. a. raddei élénk színezete miatt élesen különbözik a faj többi formájától.

## Megjelenése
A hegyi menyétnél enyhén látszik ivari kétalakúság: a hím fej-test hossza körülbelül 22-28, a farok pedig körülbelül 10-15 centiméteres, tömegük 230-340 gramm is lehet. A nőstények valamivel kisebbek náluk, fej-test hosszúságuk körülbelül 22-25, farkuk 8,9-12,7 centiméter, tömegük pedig körülbelül 11-23 gramm. Tavasszal és ősszel az állatok vedlésen mennek keresztül, a nyári bunda szürkétől szürkésbarnáig terjedő színű, némi világossárgával, míg a téli bunda inkább sötétsárga, némi barnával. Mindkét szőrzetnél a hasi rész színe halványsárgától krémfehérig terjed. A fej felső része a pofa és a fülek között általában sötétebb szürkésbarna színű. A farok színe vörösesebb lehet a hátnál. Az ajkak fehérek, az állán pedig szürkésbarna bajuszszálak vannak.

## Elterjedése, élőhelye
A hegyi menyét Közép- és Kelet-Ázsiában található meg, elterjedése pedig Kína, Pakisztán, a Himalája indiai részének (Kasmír keletre Arunácsal Pradesig), Nepál, Bhután, Kelet-Kazahsztán, Kirgizisztán, Tádzsikisztán, Mongólia és Oroszország egyes részeinek (Dél- és Délkelet-Szibéria, Primorski Krai) területére terjed ki. Az indiai Ladak gyakran kimarad az elterjedési területből, de rendszeresen megtalálhatóak ott. Néhány pakisztáni feljegyzés Afganisztánhoz való közelsége arra utal, hogy ott is előfordul. Állítólag a Koreai Népi Demokratikus Köztársaságban is él, de úgy tűnik, hogy ez egy előrejelzésen alapul, bár valószínű, tekintve, hogy néhány kínai feljegyzés közel van Koreához.

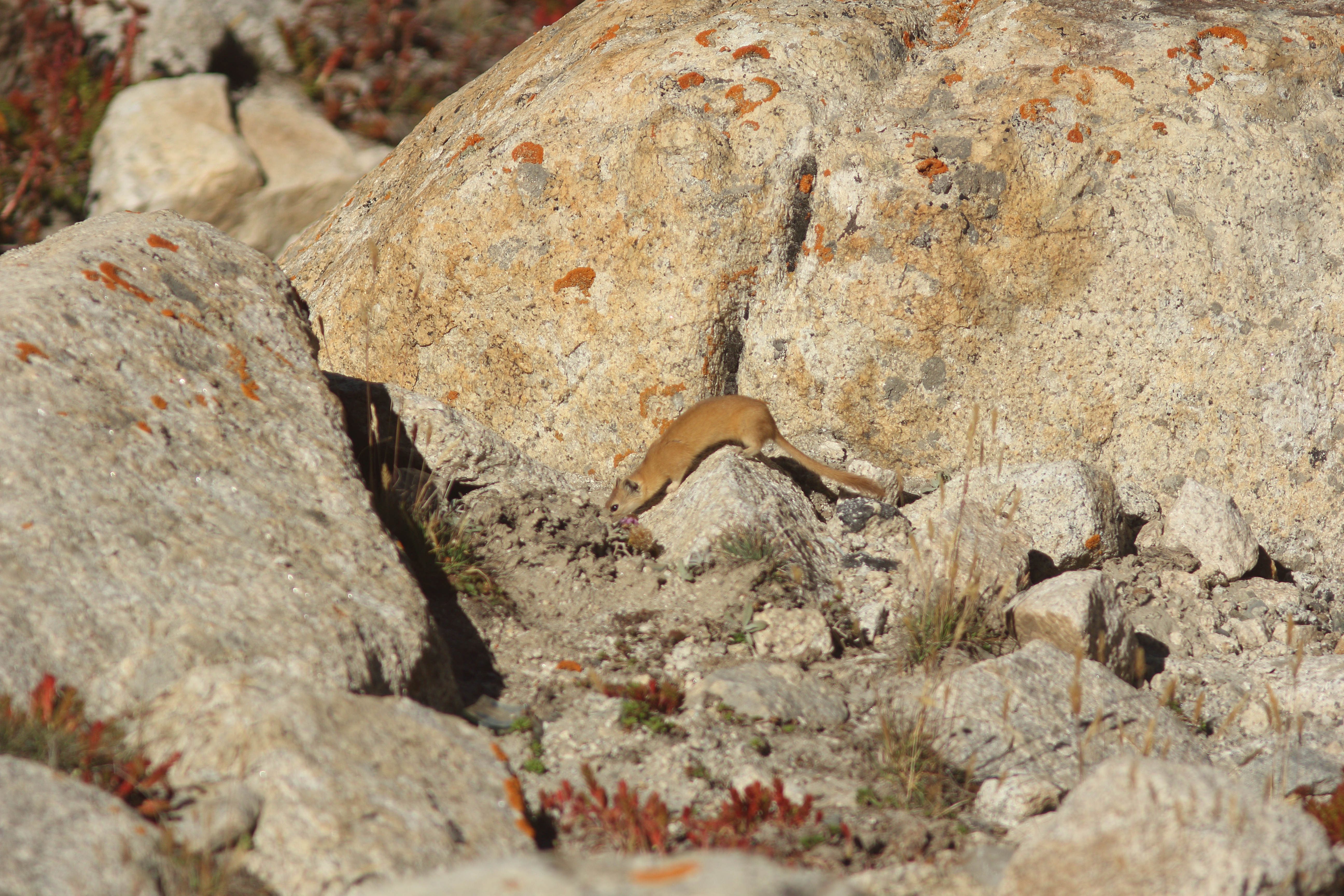
Hegyi menyét az indiai Ladakban

A faj magassági előfordulása elterjedési területén változó. Északkelet-Indiában többnyire 1500-4500 méter magasan található meg. Egy újabb feljegyzéssorozat Nepálból 3970-4890 méternél volt, annak ellenére, hogy 4000 méter felett és alatt megközelítőleg egyenlő keresési erőfeszítések történtek. A Tibeti-fennsíkon 2300-4700 méter felett figyelték meg. Északabbra egészen az alföldekig fordul elő; Kazahsztánban a sík folyóvölgyektől (340 méter) egészen 3000 méterig a Dzsungar Alatau hegyei között él, míg az orosz Távol-Keletről (a Hanka-tó melletti síkság) származó feljegyzések körülbelül 80-100 méter magasságból származnak.
A faj elsősorban magasban fekvő környezetben, valamint sziklás tundrákon és füves erdőkben él. Kizárólag zárt erdőkön kívül fordul elő, jellemzően alpesi réteken, sziklás lejtőkön, száraz sztyeppéken és síkságokon, valamint nádasokkal és bokrokkal tarkított folyóvölgyekben él. Ritkás erdei növényzetben és túlnyomórészt nyílt tájakon is megtalálható. Gyakran előfordul az emberi települések és a mezőgazdasági területek közelében.

## Életmódja
A hegyi menyét hosszú teste és rövid lába lehetővé teszi számára, hogy nagyon mozgékonyak legyenek. Általában éjszakai életmódú, de nappal is vadászhatnak. Talajlakó, de könnyen mászik sziklákra és kidőlt fákra. Egyes ellentétes kijelentések ellenére nyilvánvalóan elterjedésének nagy részén vagy egészén nappali életmódú. Noha magányosak, vizuálisan és hangokkal kommunikálnak egymással. Látása rendkívül jó. Hanggal is kommunikálnak, hogy figyelmeztessék a lehetséges támadókat és megvédjék területeiket. Ha fenyegetve érzik magukat, hangos csipogó hangot adnak ki, és anális mirigyeikből szúrós szagot bocsátanak ki. Szigorúan ragadozók, elsősorban pikákkal és pockokkal táplálkoznak, fontos ökológiai szerepük van e rágcsálók populációinak létszámának csökkentésében vagy korlátozásában. A pézsmapockok, nyulak, ürgék, kis madarak, gyíkok, békák, halak és rovarok is megtalálhatók az étrendjükben. Fő ragadozóik valószínűleg nagytestű madarak.

### Szaporodása
Ezen állatokat a szaporodási időszakon kívül magányosnak tekintik. Párzási rendszerük nem ismert, de ugyanebbe a nembe tartozó más fajok poligámok. A poligám csoportok általában egy hímből és több nőstényből állnak. A hegyi menyétek évente egyszer szaporodnak. A hímek erőteljesen küzdenek a nőstényekhez való hozzáférésért. A párzás általában februárban vagy márciusban történik, és a kölykök általában májusban születnek. A vemhesség 30-49 nap, de a vemhességi és születési időszakokat változtathatják, mivel az állatok késleltetett beágyazódásra képesek. Az alom mérete egy-nyolc kölyök. Az utódok táplálékot igényelnek és az anyától függenek, szemük csukva van, szőrzetük nem megfelelően fejlett. A tejtermelés körülbelül két hónapig tart, és az elválasztás után a fiatalok önállósodnak, de őszig alomtársaikkal maradnak. A fiatalok akár már a következő párzási időszakban szaporodhatnak, amikor még nem töltötték be egy éves korukat.

## Természetvédelmi helyzete
A fajt fenyegeti a folyamatban lévő élőhelyátalakítás elterjedési területének nagy részén. Úgy tűnik, hogy ezek a hatások a klímaváltozással súlyosbodnak. A legkomolyabb a mezőgazdaság által vezérelt pocoknyúl elleni védekezési kampányok a faj elterjedési területének nagy részén, amelyek nagy területekről kiirtották a menyétek fő táplálékát. Nem tűri a nagyfokú elváltozásokat, kerüli a mezőgazdasági területeket. Nepálban azért ölik meg, hogy orvosi célokra használják, de mivel gyakran előfordul az emberi települések közelében, úgy tűnik, hogy ez nem elegendő ahhoz, hogy fenyegesse a fajt. Elterjedési területén széles körben másutt is vadásznak rá, talán főleg szőrméje miatt, de valószínűleg nem olyan szinten, hogy a populáció csökkenését előidézze. 1930 és 1970 között Kazahsztán keleti részén (főleg az Ili-folyó völgyében és a Balkhash-tó közelében) aktívan vadásztak a hegyi menyétre prémjéért, 1933-ban több mint 23 ezer példány esett itt csapdába. A közelmúltban Oroszországban vagy Kazahsztánban nem volt különleges prémvadászat az alacsony népsűrűség és az alacsony szőrmeárak miatt. A kínai Szecsuanban törvény védi. Számos védett területen előfordul. Ezek integritásának megőrzése mellett a kihalás veszélye nem áll fenn, a védett területrendszeren kívüli, különböző mezőgazdasági okok miatti jelentős visszaesések ellenére sem. A hegyi menyét szerepel a Washingtoni Egyezmény III. függelékében is; a Természetvédelmi Világszövetség (IUCN) Vörös listáján a mérsékelten fenyegetett kategóriában szerepel. Ennek oka, hogy jelenleg jelentős hanyatlásban van (de populációjának létszáma valószínűleg 30%-nál kevesebb arányban csökkent három generáció alatt) az élőhely-átalakítás (az állatállomány általi túllegeltetés) miatt elterjedési területén, és fő zsákmánya mezőgazdasági ellenőrzése révén, így a faj közel kerül a sebezhető kategóriához. Elterjedési területe többek között olyan terület is, ahol a közelmúltban bekövetkezett éghajlatváltozás és az előre jelzett jövőbeli klímaváltozás jelentősen csökkentheti az élőhelyeket. Az elmúlt három nemzedékben tapasztalt hanyatlás az előrejelzések szerint ugyanazon tényezők miatt a következő háromban is folytatódni fog.

## Fordítás
Ez a szócikk részben vagy egészben  a   Mountain weasel című angol Wikipédia-szócikk ezen változatának fordításán alapul.  Az eredeti cikk szerkesztőit annak laptörténete sorolja fel. Ez a jelzés csupán a megfogalmazás eredetét és a szerzői jogokat jelzi, nem szolgál a cikkben szereplő információk forrásmegjelöléseként.